# Асоціація католицької допомоги на Близькому Сході
Асоціація католицької допомоги на Близькому Сході (англ. Catholic Near East Welfare Association), CNEWA) — це папська агенція, заснована у 1926 році, яка займається пасторською та гуманітарною підтримкою Північно-Східної Африки, Близького Сходу, Східної Європи та Індії. CNEWA працює переважно в регіонах з масовою бідністю, війнами та переміщеними особами, займаючись забезпеченням людської гідності та основні потреб вразливого населення. Як католицька організація, CNEWA використовує мережу Східних католицьких церков та черниць для надання гуманітарної підтримки, незалежно від віросповідання чи релігійної приналежності.
Регіональні офіси CNEWA наймають місцевих працівників, які співпрацюють з місцевими церквами та християнськими установами для виявлення потреб та впровадження рішень, працюючи "знизу вгору". CNEWA має присутність у регіонах, які нещодавно пережили нестабільність, таких як Сирія, Ірак та Палестина. CNEWA надає 86,9% своїх зібраних коштів на програмну підтримку.
У червні 2011 року  монсеньйор Джон Е. Козар був призначений президентом CNEWA та Папської місії для Палестини архієпископом Тимоті М. Доланом, президентом Конференції католицьких єпископів США та архієпископом архідієцезії Нью-Йорка. Призначення було підтверджено Папою Бенедиктом XVI у вересні 2011 року. Козар вийшов на пенсію у червні 2020 року, його змінив монсеньйор Петер Ваккарі. 
Штаб-квартира CNEWA знаходиться в Нью-Йорку. Влітку 2023 року Асоціація знову відкрила свій офіс у Римі (в будівлі, в якій міститься Дикастерія Східних Церков).

## Історія

### Ранні роки
Після руйнувань Першої світової війни папа Бенедикт XV та пізніше папа Пій XI визначили важливість надання духовної та матеріальної допомоги по всій Європі. Ця ініціатива була спеціально спрямована на Росію та Східну Європу, де між 1921 та 1923 роками відбулася низка голодів[джерело?].
У 1924 році  ірландський капелан, який служив британським військам під час Першої світової війни, монсеньйор Річард Баррі-Дойл прибув до Нью-Йорка за запрошенням отця Пола Уотсона, францисканця з Товариство Спокути. Священика долучили до збору коштів для гуманітарної діяльності греко-католицького єпископа Георгія Калавасі, апостольського екзарха в Константинополі.
У 1926 році Папа Пій XI об'єднав католицькі організації, які працювали в регіоні, під назвою "Асоціація католицької допомоги на Близькому Сході", централізуючи та зміцнюючи католицьку допомогу. Замість того, щоб бути спрямованою лише на Росію, організація швидко розширилася та охопила всю територію, яка тоді називалася "Близький Схід".

### Папська місія для Палестини
Папа Пій XII у 1949 році, після Арабо-ізраїльської війни 1948 року, створив Папську місію для Палестини, щоб зосередити зусилля на допомозі в Палестині під управлінням CNEWA . Тимчасові екстрені заходи продовжувалися, оскільки регіон ще більше дестабілізувався, а CNEWA розширила свою діяльність до Лівану та Іраку у відповідь на їхні внутрішні кризи.

### Сучасність
У червні 2011 року монсеньйор Джон Е. Козар був призначений архієпископом Тимоті М. Доланом, президентом Конференції католицьких єпископів США та архієпископом архідієцезії Нью-Йорка, президентом CNEWA та Папської місії для Палестини. Призначення було підтверджено Папою Бенедиктом XVI у вересні 2011 року.

## Сфери

### Близький Схід
CNEWA має офіси в Бейруті (Ліван), Аммані (Йорданія) та Єрусалимі, які координують роботу в Лівані, Йорданії, Ізраїлі-Палестині, Єгипті, Іраку та Сирії. CNEWA співпрацює з місцевими церквами та черницями, щоб забезпечити найефективнішу підтримку на місцях. У 2014 - 2018 роках Асоціація виділила майже $46 млн на регіон.

### Північна Африка

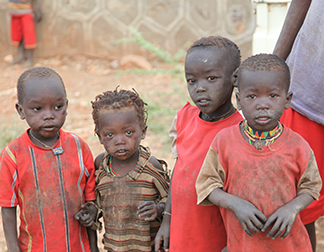
A group of small children stand together in a village in Ethiopia.

CNEWA працює в Єгипті та Африканському Розі. Організація активно надає допомогу під час посух та поганих урожаїв, а також під час зсувів. Також запроваджувала освітні ініціативи у сфері освіти в Ефіопії та за її межами. Офіс CNEWA в Бейруті керує ініціативами в Єгипті, тоді як офіс в Аддіс-Абебі керує ініціативами по всьому Африканському Розі[джерело?].

### Індія
CNEWA є провідною неприбутковою організацією в Індії з офісом у Ернакуламі, що допомагає зі задоволенням базових потреб (їжа, одяг, освіта та медичне обслуговування) тих, хто цього потребує  У той же час CNEWA працює над підготовкою семінаристів та новіціатів для лідерства в духовній спільноті[джерело?].

### Східна Європа
CNEWA підтримує програми по всій Україні, Грузії, Вірменії та Румунії, опікуючись маргіналізованими верствами населеннями. Фокус агентства в цьому регіоні, як правило, спрямований на покинуте літнє населення та підготовку семінаристів. 

#### Допомога Україна
У 2022 році CNEWA надала €0.9 мільйона для Карітас України, української католицької неприбуткової гуманітарної організації. Станом на лютий 2024 року CNEWA виділила $5,8 мільйона на екстрені фонди протягом минулого року для підтримки церковних зусиль у наданні допомоги в Україні та сусідніх країнах, які приймають осіб, переміщених через конфлікт. У серпні 2022 року повідомлялося, що CNEWA перерахувала 5,5 млн дол. США на підтримку благодійних ініціатив УГКЦ
.

## Додаткові посилання
- Catholic Near East Welfare Association (CNEWA). Charity Navigator. Процитовано 27 лютого 2018.
- CNEWA. Archdiocese of New York. eCatholic. 5 квітня 2016. Процитовано 27 лютого 2018.
- Regional Overview. Syria Regional Refugee Response. Процитовано 28 квітня 2022.
- Gallagher, Tom (31 липня 2014). CNEWA launches appeal to aid fleeing Iraqi Christian families. National Catholic Reporter. National Catholic Reporter Publishing Company. Процитовано 27 лютого 2018.